# Ø
Ø, ø (O со штрихом) — буква расширенной латиницы, используемая в датском, норвежском и фарерском алфавитах для передачи огублённого гласного переднего ряда средне-верхнего подъёма. Также ранее использовалась в Юнифоне для английского языка.
Для более точной фонетической передачи французского eu, немецкого ö, скандинавского ø (которые не подразумевают смягчения согласных) в начале XX века предлагался вариант транслитерации на русский язык при помощи буквы ӭ.